# Amartizaje

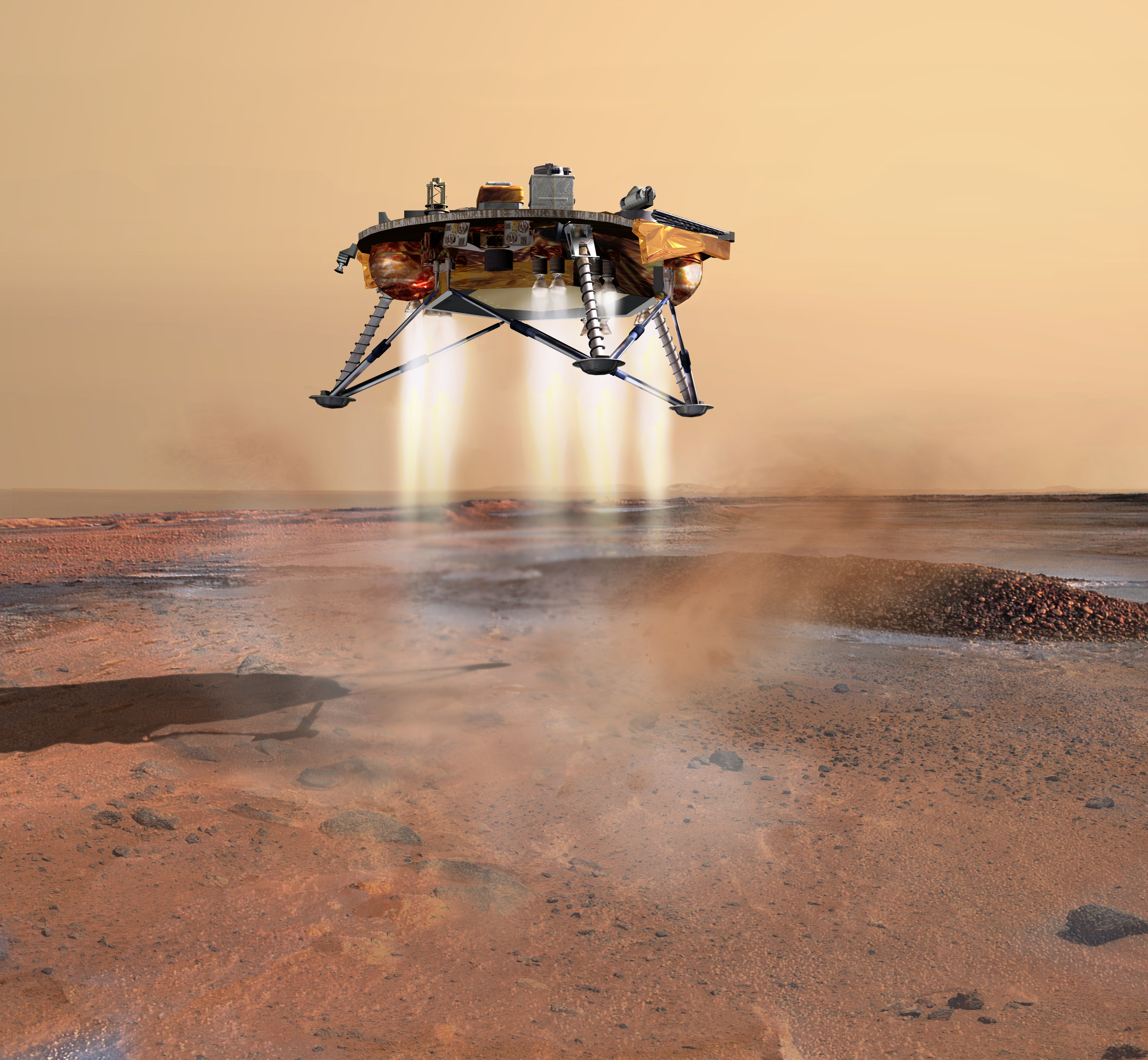
Ilustración de un amartizaje

Amartizaje es el descenso controlado de un vehículo sobre la superficie del planeta Marte.
Tanto el sustantivo, como el verbo «amartizar» se incluyen en la 23.ª edición del Diccionario de la lengua española (la Edición del Tricentenario), publicada en 2014.

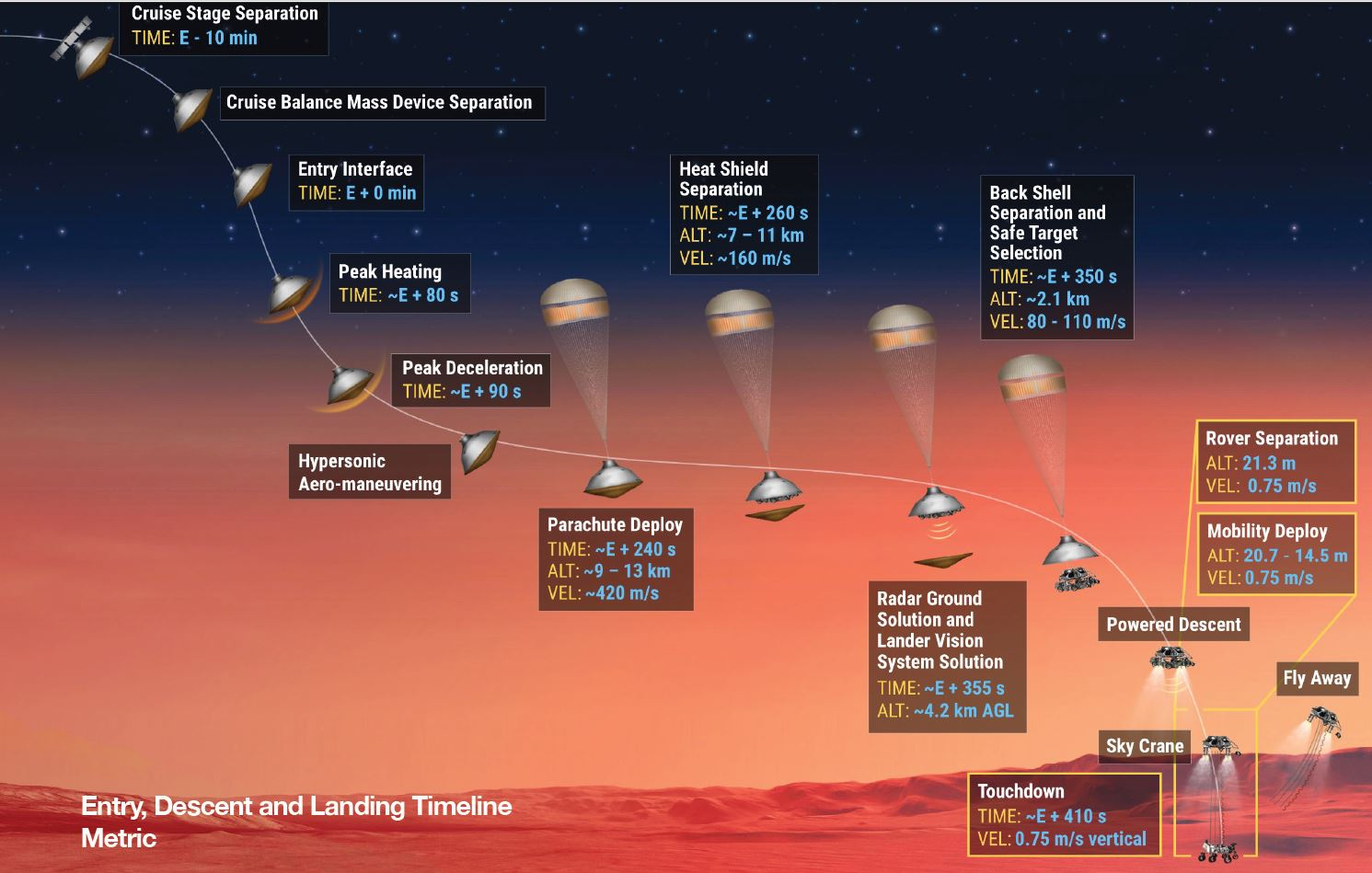
Etapas del amartizaje de Perseverance en 2021

Aterrizar sobre la superficie de Marte implica una dificultad especial, que no se da en ninguno de los otros planetas rocosos o satélites, incluida la Tierra. La dificultad radica en que, por un lado, el planeta posee atmósfera, por lo que es necesario utilizar un escudo térmico, cosa que no sería necesario en la Luna o en Mercurio. Por otro lado, la atmósfera es muy tenue, pero permite utilizar un paracaídas especializado, o se hace necesario utilizar o combinar un sistema adicional, como bolsas de aire o cohetes de frenado como el Sky Crane.

Interpretación artística del despliegue de paracaídas durante el amartizaje del Perseverance.

Una de las principales dificultades del amartizaje radica en el tiempo de desaceleración que es aproximadamente de 7 minutos bajando su velocidad de entrada de 19.500 km/hora a tan solo 3 km/hora antes de tocar suelo, y la elección del terreno de amartizaje la cual se hace con un radar de aproximación y un software de georreferenciación. 

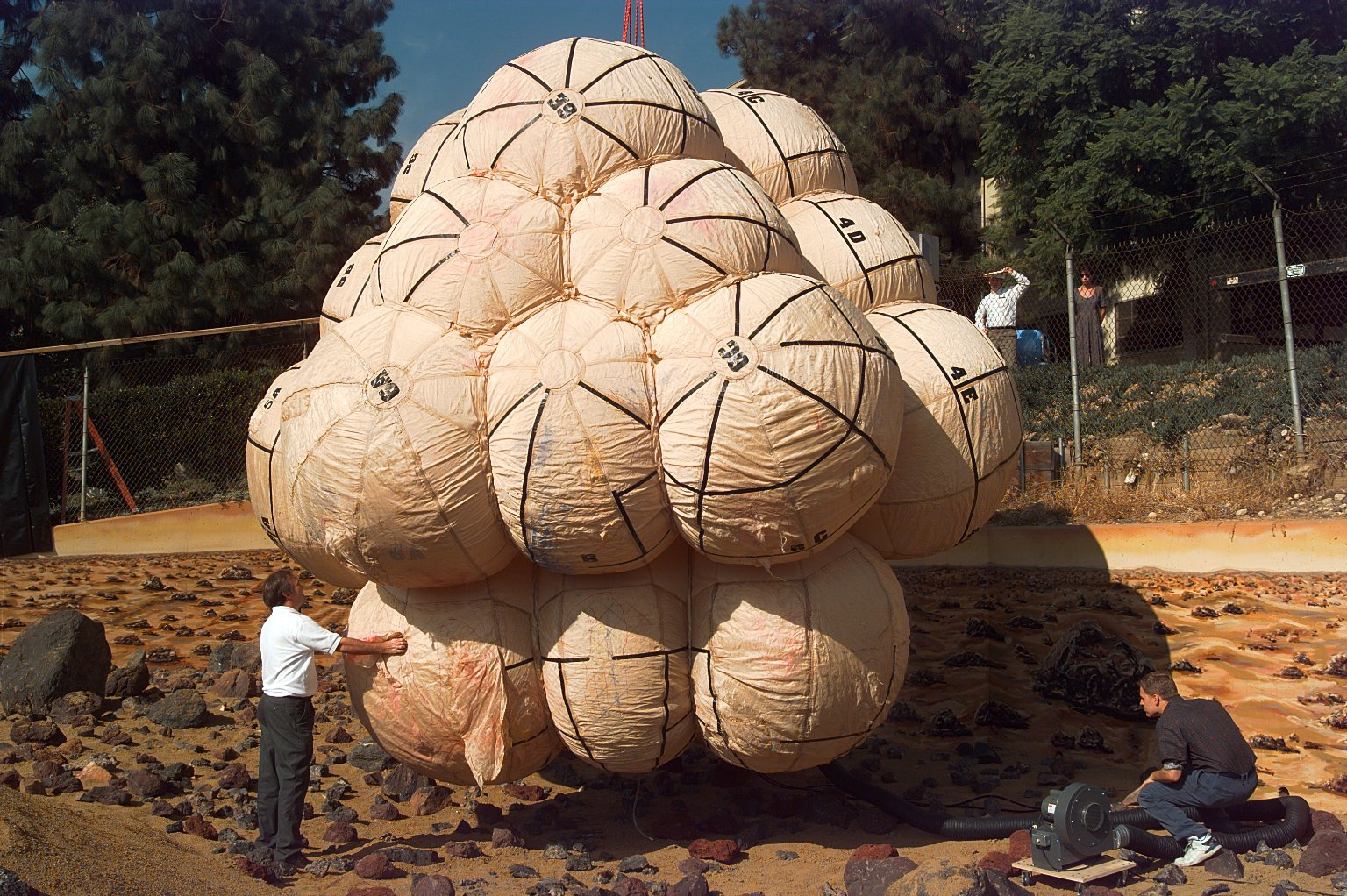
Sistema de bolsas de aire del rover Pathfinder